# Венозный застой
Венозный застой (венозный стаз, венозная гиперемия, пассивная гиперемия) — состояние затруднения венозного оттока при нормальном притоке крови по артериям, наиболее часто наблюдаемое в нижних конечностях в рамках хронической венозной недостаточности. Венозный застой в системе воротной вены является причиной портальной гипертензии.
Пациенты с венозным застоем более склонны к формированию венозного тромбоза и тромбоэмболий. Помимо замедления кровотока, венозный застой проявляется расширением вен и капилляров, снижением температуры тканей и формированием отёков, цианозом (синюшностью) тканей.
Причиной венозной гиперемии может являться длительное пребывание в неподвижном состоянии (например, из-за продолжительных поездок на автомобиле). Помимо этого, к причинам венозной гиперемии относится сдавление или сужение просвета вен, сердечная недостаточность.